# 沙波納 (伊利諾伊州)
沙波納（英語：Shabbona）是位於美國伊利諾伊州迪卡爾布縣的一個村落。

## 地理
沙波納的座標為41°46′03″N 88°52′29″W / 41.76750°N 88.87472°W，而該地最高點為海拔高度276米（即909英尺）。

## 人口
根據2010年美國人口普查的數據，沙波納的面積為3.53平方千米，當中陸地面積為3.53平方千米，而水域面積為0.00平方千米。當地共有人口925人，而人口密度為每平方千米262人。